# ONE PIECE 海賊無双4
『ONE PIECE 海賊無双4』（ワンピース かいぞくむそうフォー）は、バンダイナムコゲームスより2020年3月26日に発売された、PlayStation 4、Nintendo Switch、Xbox One、Microsoft Windows用アクションゲーム。『海賊無双4』と略されることもある。
2015年に発売された『ワンピース 海賊無双3』から5年ぶりの続編。『ONE PIECE』家庭用ゲーム20周年記念作品。「リアルなONE PIECEの戦場体験」をコンセプトにした作品。PS4・Switchに、新たにXbox One（ダウンロード販売のみ）が加わった3機種での発売となった。なお、Xboxハードで発売されたのはシリーズ初。日本国外版のみではあるが、Windows版も存在する。2020年7月に「キャラクターパス1」が発売。12月までにかけてキャラクターパック第1弾～3弾が随時配信された。
3年後の2023年4月にNintendo Switch版の新CMが放送されるなど、ロングセラー商品となり、同年9月14日には追加DLC「キャラクターパス2」が発売。翌年の2024年4月までにかけてキャラクターパック第4～6弾が随時配信された。。
第4弾ではギア5（ギアフィフス）のルフィ、第5弾ではシャンクスの娘である、歌姫ウタが、第6弾では海賊王であるゴール・D・ロジャーなどの人気キャラクターが追加された。

## 登場キャラクター

### プレイアブルキャラクター
☆印は新キャラクター。プレイアブルキャラは前作の37名から44名に増加。さらに、ダウンロードコンテンツのキャラクターも合わせると、計62キャラクターにもなる。
モンキー・D・ルフィ
声 - 田中真弓

ロロノア・ゾロ
声 - 中井和哉

ウソップ
声 - 山口勝平

サンジ
声 - 平田広明

ナミ
声 - 岡村明美

トニートニー・チョッパー
声 - 大谷育江

ニコ・ロビン
声 - 山口由里子

フランキー
声 - 矢尾一樹

ブルック
声 - チョー

バギー
声 - 千葉繁

ジュラキュール・ミホーク
声 - 掛川裕彦

スモーカー
声 - 大場真人

たしぎ
声 - 野田順子

サー・クロコダイル
声 - 大友龍三郎

ポートガス・D・エース
声 - 古川登志夫

マーシャル・D・ティーチ（黒ひげ）
声 - 大塚明夫

ボア・ハンコック
声 - 三石琴乃

エンポリオ・イワンコフ
声 - 岩田光央

ジンベエ
声 - 宝亀克寿

ボルサリーノ（黄猿）
声 - 置鮎龍太郎

クザン（青雉）
声 - 子安武人

サカズキ（赤犬）
声 - 立木文彦

エドワード・ニューゲート（白ひげ）
声 - 大友龍三郎

マルコ
声 - 森田成一

ドンキホーテ・ドフラミンゴ
声 - 田中秀幸

イッショウ（藤虎）
声 - 沢木郁也

トラファルガー・ロー
声 - 神谷浩史

サボ
声 - 古谷徹

シャンクス　
声 - 池田秀一

ロブ・ルッチ
声 - 関智一

☆バルトロメオ
声 - 森久保祥太郎

☆キャベンディッシュ
声 - 石田彰

☆シャーロット・カタクリ
声 - 杉田智和

☆バジル・ホーキンス
声 - 宗矢樹頼

☆キャロット
声 - 伊藤かな恵

☆ヴィンスモーク・レイジュ
声 - 根谷美智子

☆ヴィンスモーク・イチジ
声 - 杉山紀彰

☆ヴィンスモーク・ニジ
声 - 宮内敦士

☆ヴィンスモーク・ヨンジ
声 - 津田健次郎

☆カポネ・ベッジ
声 - 龍田直樹

☆ユースタス・キャプテン・キッド
声 - 浪川大輔

☆シャーロット・リンリン（ビッグ・マム）
声 - 小山茉美

☆カイドウ
声 - 玄田哲章

### 追加コンテンツ　〜キャラクターパス1〜
☆シャーロット・スムージー
声 - 勝生真沙子

☆シャーロット・クラッカー
声 - 桐本拓哉

☆ヴィンスモーク・ジャッジ
声 - 堀秀行

　X・ドレーク
声 - 竹本英史

☆キラー
声 - 浜田賢二

☆ウルージ
声 - 楠大典

☆錦えもん
声 - 堀内賢雄

☆お菊
声 - 伊瀬茉莉也

☆光月おでん
声 - 石丸博也

### 追加コンテンツ　〜キャラクターパス2〜
鬼ヶ島討ち入り
モンキー・D・ルフィ（ギア5に変身可能）
声 - 田中真弓
☆カイドウ（人獣形態）
声 ‐ 玄田哲章
☆ヤマト（人獣に変身可能）
　声 - 早見沙織
☆ウタ
声 - 名塚佳織
シャンクス（FILM REDバージョン）
声 - 池田秀一
☆コビー (DLCにより、NPCからプレイアブルキャラクターへ)
声 - 土井美加
☆ゴール・D・ロジャー（ゴールド・ロジャー）
声 ‐ 津嘉山正種
☆モンキー・D・ガープ (DLCにより、NPCからプレイアブルキャラクターへ）
声 - 中博史
☆シルバーズ・レイリー (DLCにより、NPCからプレイアブルキャラクターへ）
声 ‐ 園部啓一

### NPCキャラクター
ネフェルタリ・ビビ
声 - 渡辺美佐

ダズ・ボーネス（Mr.1）
声 - 稲田徹

ボン・クレー（Mr.2）
声 - 矢尾一樹

ギャルディーノ（Mr.3）
声 - 檜山修之

アイスバーグ
声 - 及川いぞう

カク
声 - 置鮎龍太郎

ジャブラ
声 - 高塚正也

ブルーノ
声 - 佐々木誠二

スパンダム
声 - 小野坂昌也

ゴーイングメリー号
声 - 桑島法子

ベラミー
声 - 高木渉

☆ピーカ
声 - 三ツ矢雄二

☆ディアマンテ
声 - 梅津秀行

センゴク
声 - 大川透

バーソロミュー・くま
声 - 堀秀行

戦桃丸
声 - 伊倉一恵

パシフィスタ
声 - 堀秀行

ジョズ
声 - 長嶝高士

ビスタ
声 - 高塚正也

ジーザス・バージェス
声 - 稲田徹

☆キュロス / 片足の兵隊
声 - 小山力也

☆レベッカ
声 - 林原めぐみ

☆光月モモの助
声 - 折笠愛

☆ジャック
声 - 乃村健次

☆シャーロット・ペロスペロー
声 - 内田夕夜

☆シャーロット・ブリュレ
声 - 三田ゆう子

☆ゼウス / プロメテウス / ナポレオン
声 - 水島裕

☆シャーロット・プリン
声 - 沢城みゆき

ナレーション
声 - 大場真人

## アニソンパック収録曲
『アニソンパック』に収録された楽曲。
1. ウィーアー! - きただにひろし
2. Believe - Folder5
3. Shining ray - Janne Da Arc
4. BON VOYAGE! - Bon-Bon Blanco
5. ココロのちず - BOYSTYLE
6. ウィーアー! 〜7人の麦わら海賊団篇〜 - 7人の麦わら海賊団（田中真弓、中井和哉、岡村明美、平田広明、山口勝平、大谷育江、山口由里子）
7. Jungle P - 5050
8. ウィーアー! for the new world - きただにひろし
9. ウィーゴー! - きただにひろし
10. HANDS UP! - 新里宏太
11. ウィーキャン! - 氣志團ときただにひろし
12. OVER THE TOP - きただにひろし
13. Horizon Knot - TRIPLANE
14. Family - 7人の麦わら海賊団（田中真弓、中井和哉、岡村明美、平田広明、山口勝平、大谷育江、山口由里子）

## ONEPIECE  FILM  RED  アニソンパック収録曲
キャラクターパック第5弾（目玉キャラはウタ）と同時に配信された、『FILM RED アニソンパック』に収録された楽曲。　
　  1. 新時代
2. 私は最強
3. 逆光
　  4. ウタカタララバイ
5. Tot musica
6. 世界のつづき
7. 風のゆくえ